# Cristóbal de Vega

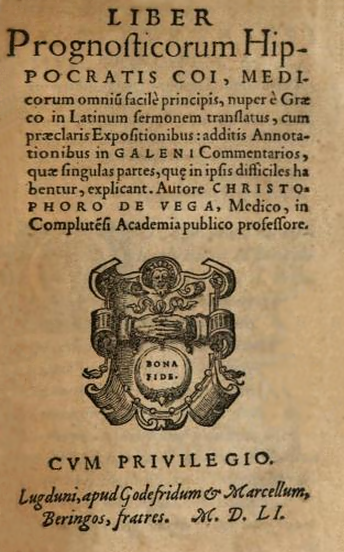
Portada del libro "Liber prognosticorum Hippocrati" (1551).

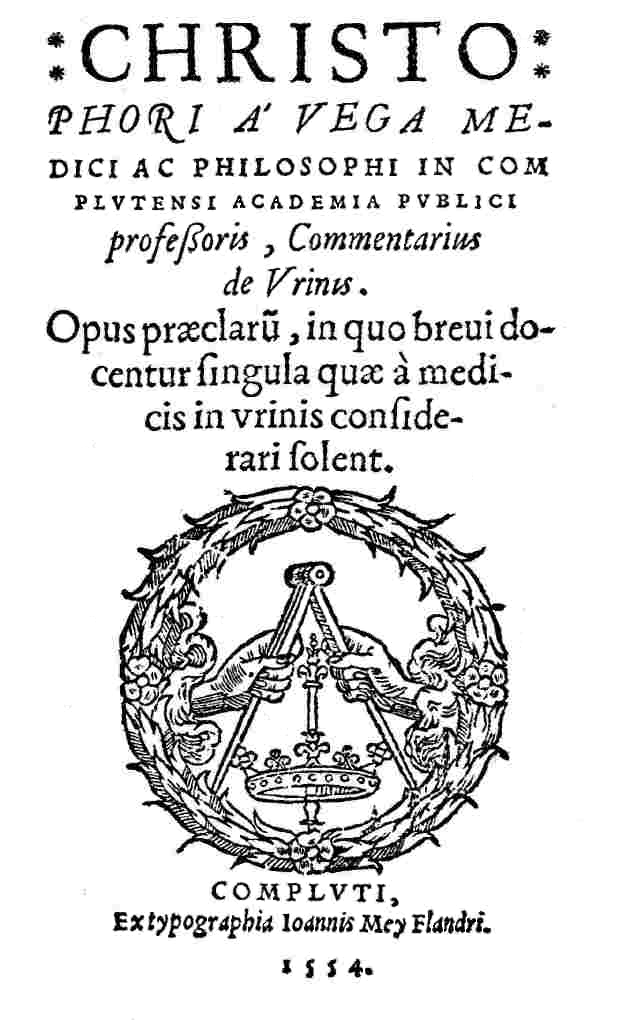
Portada del libro "Commentarius de vrinis" (1554).

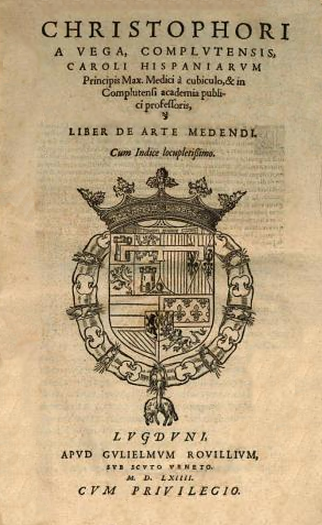
Portada del libro "Liber de arte Medendi" (1564).

Cristóbal de Vega (Alcalá de Henares, c. 1510-c. 1573) médico, humanista y traductor español. Catedrático de prima de Medicina de la Universidad de Alcalá y médico de cámara del príncipe don Carlos. 

## Biografía
Nació en Alcalá de Henares hacia 1510. Sin embargo inició sus estudios de Artes en 1522 en la Universidad de Salamanca, obteniendo el grado de bachiller en 1525 y el de licenciado en artes y filosofía en 1528. En ese año regresó a Alcalá para convertirse en bachiller en Medicina el 30 de abril de 1530, en licenciado el 16 de noviembre de 1533 y en doctorado en Medicina el 30 de noviembre de 1533. Fue colegial del Colegio de la Madre de Dios de la Universidad de Alcalá. En 1545 ganó la cátedra de Prima de Medicina de Alcalá, que mantuvo hasta 1557 (con una breve estancia en Salamanca). Como docente fue un humanista seguidor de Hipócrates y de Galeno.
Cristóbal de Vega ejerció como médico en Alcalá de Henares, a la vez que desarrollaba su actividad docente. Hasta el 1 de enero de 1557, que fue nombrado médico de cámara por Felipe II asignándole los cuidados de su primogénito, el príncipe don Carlos, de constitución endeble y delicada salud. Tras el fallecimiento del Príncipe, el Dr. de Vega se jubiló el 19 de septiembre de 1568, y se estima que murió en torno a 1573.

## Obra
El contenido de sus libros destila galenismo humanista. Su nombre en latín aparece como "Christophoro de Vega" o "Christophorus a Vega" o "Christophori a Vega".
- Liber prognosticorum Hippocratis. Lugduni: Godefridum et Marcellum Beringos; 1551. (Salmanticae: excudebat Andreas à Portonariis; 1552.) Es una traducción al latín del libro de Hipócrates Prognostikón, con comentarios de Cristóbal de Vega.

- Comentaria in librum Galeni de differentia febrium. Compluti: typis Ioannis Mey Flandri; 1553. Extenso comentario al De differentia febrium de Galeno.[7]

- Commentarius de vrinis. Compluti: ex typographia Ioannis Mey Flandri; 1554. Es una recopilación de toda la doctrina de Galeno sobre la uroscopia.

- Commentaria in librum Aphorismorum Hippocratis. Lugduni?: s.n.; 1563?.  Versión latina de los "Aforismos" de Hipócrates, con comentarios de Cristóbal de Vega.

- Liber de arte medendi. Lugduni: Gulielmum Rouillium; 1564. (Compluti: Ioannes Yñiguez a Lequerica excudebat; 1580). Es su obra principal, es un tratado de medicina que tuvo numerosas reediciones.

## Alumnos ilustres
Cristóbal de Vega tuvo una serie de alumnos que fueron muy célebres durante el renacimiento:
- Francisco Hernández (1515-1587), biólogo
- Francisco Valles (1524-1592), médico
- Francisco Díaz (1527-1590), médico.
- Juan Huarte de San Juan (1529-1588), médico.
- Juan Fragoso (+1597), cirujano